# Churia maculata
Churia maculata är en fjärilsart som beskrevs av Moore 1881. Churia maculata ingår i släktet Churia och familjen trågspinnare. Inga underarter finns listade i Catalogue of Life.